# Manuel Ribas i Piera
Manuel Ribas i Piera   (Barcelona, 1925 - 2013) fou un arquitecte català, fill de Josep Maria Ribas i Casas.

## Biografia
Es llicencià en arquitectura i dret a la Universitat de Barcelona. Influït inicialment pels seus professors (Eusebi Bona, Adolf Florensa, Josep Francesc Ràfols, J. Margarit) i els especialistes europeus vinguts a Barcelona, Alberto Sartoris i Bruno Benedetto Zevi. A partir del 1952 formà part del Grup R.
La seva obra com a arquitecte es complementà amb la seva tasca com a urbanista, que s'inicià en uns cursos d'estiu a Brussel·les amb Gaston Bardet. En el terreny públic va participar en el Pla Provincial de Barcelona (1959-1963) i en l'esquema director de l'àrea metropolitana (1963-68); en el terreny privat, amb la planificació dels plans generals d'ordenació urbana de Palma (1968-1970) i de Múrcia (1973-1976). Des del 1956 era professor de l'Escola d'Arquitectura de la Universitat Politècnica de Catalunya, on fou catedràtic d'urbanisme del 1965 al 1990. Des del 1978 també era membre de l'Institut d'Estudis Catalans.
Va escriure els llibres Jardins de Catalunya (1991), N. M. Rubió i Tudurí i el planejament territorial i Barcelona i la Catalunya-ciutat (2004). El 1992 va rebre la Medalla de Narcís Monturiol al mèrit científic i tecnològic i el 2001 la Creu de Sant Jordi

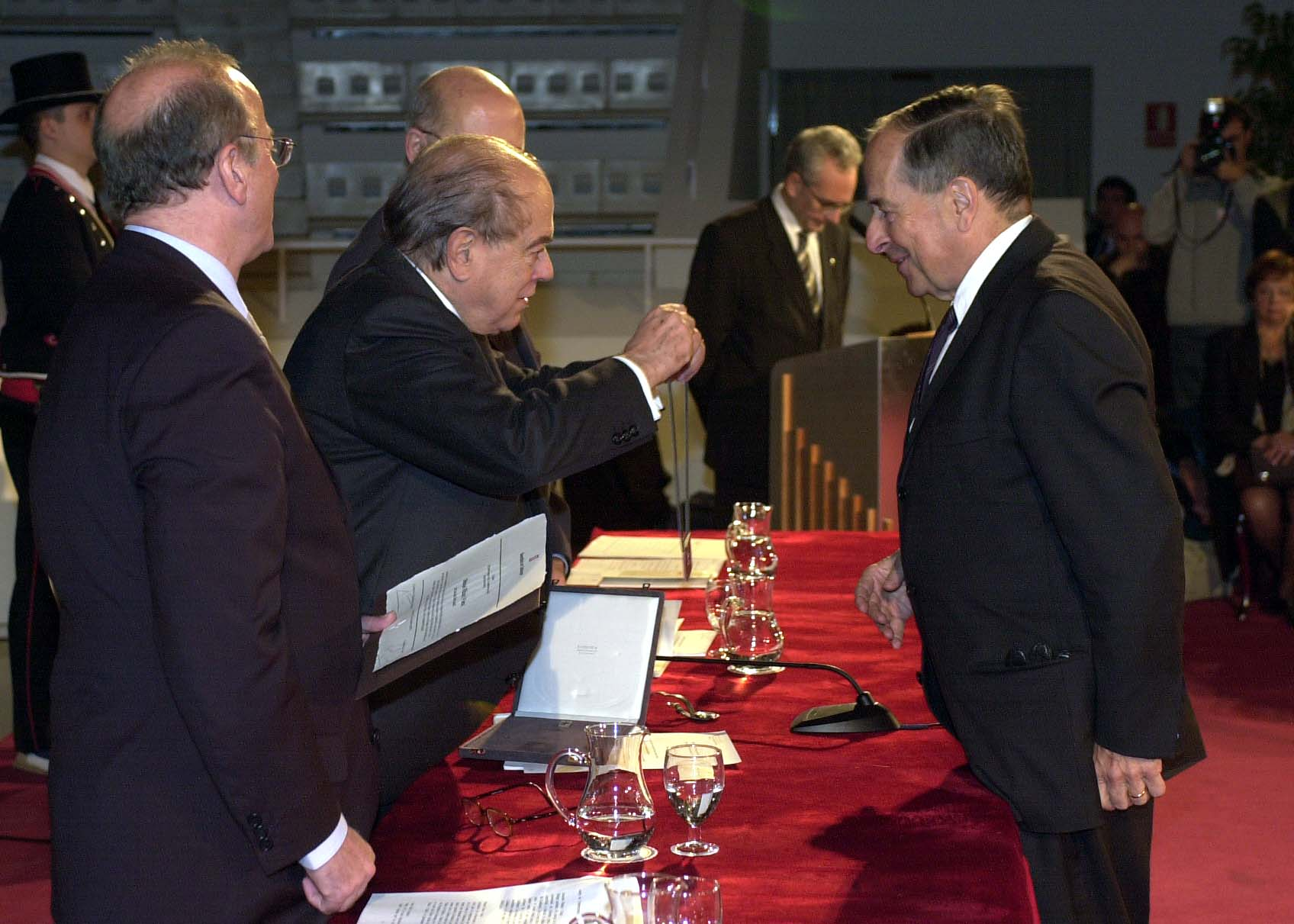
Manuel Ribas rep la Creu de Sant Jordi de mans del President Pujol (2001)

## Obres
- Laboratoris Uriach (1964-1974)
- Casa Carner, a la Cerdanya.
- Casa Cendrós, a Sant Feliu
- Edifici d'habitatges del passeig de Sant Joan (1975)
- Boca nord del túnel de la Rovira
- Nova rambla del Carmel
- Ronda de Dalt de Barcelona
- Nou campus de la Vall d'Hebron (Universitat de Barcelona)
- Parc de Vallparadís a Terrassa
- Parc de la Riera a Palma
- Ampliació del Celler Cooperatiu de Gandesa, segons plànols de 1919 de Cèsar Martinell